# Guheswaria linguplata
Guheswaria linguplata är en insektsart som beskrevs av Thapa 1983. Guheswaria linguplata ingår i släktet Guheswaria och familjen dvärgstritar. Inga underarter finns listade i Catalogue of Life.